# Candidula rocandioi
Candidula rocandioi е вид охлюв от семейство Hygromiidae. Видът не е застрашен от изчезване.

## Разпространение и местообитание
Разпространен е в Испания.
Обитава ливади, пасища и плата.